# Пухнова
Пухнова́ (бел. Пухнава́) — деревня в составе Радомльского сельсовета Чаусского района Могилёвской области Республики Беларусь.

## Население
- 2010 год — 23 человека

## Фотогалерея
- На въезде
- Коник Веры
- Бывший магазин